# TT102
La tombe thébaine TT 102 est située dans la vallée des Nobles à Cheikh Abd el-Gournah, dans la nécropole thébaine, sur la rive ouest du Nil, face à Louxor en Égypte.
C'est la sépulture d'Imhotep, scribe vivant sous le règne d’Amenhotep III.